# Rob Nizet
Rob Nizet (Banjul, 14 april 2002) is een Belgisch voetballer die bij voorkeur als linkervleugelverdediger speelt. Hij maakte in januari 2024 de overstap van Lommel SK naar Willem II.

## Clubcarrière

### Jeugd
Nizet werd geboren in de Gambiaanse hoofdstad Banjul. Toen hij een jaar oud was, verhuisde hij naar België, waar zijn vader toen al verbleef. Zijn eerste voetbalclub was FC Landen, waar hij bij de U7 begon. Na een jaar werd hij daar al weggeplukt door STVV. Daar speelde hij samen met onder andere Maarten Vandevoordt, Rafik Belghali, Jarne Steuckers en Rein Van Helden.
Nizet bleef tot de U12 bij STVV en stapte dan over naar RSC Anderlecht, dat al na zijn debuutjaar bij STVV interesse had getoond. In 2019 maakte hij de overstap naar Norwich City. Een jaar later kon hij rekenen op interesse van Werder Bremen, Juventus FC en Fulham FC, maar Nizet bleef bij Norwich voetballen. Nog eens een jaar later werd hij gelinkt aan Sporting Charleroi. Nizet maakte in de zomer van 2021 echter de overstap naar de jeugdopleiding van US Lecce.

### Lommel SK
Op 31 januari 2023 ondertekende Nizet een contract tot 2024 met één jaar optie bij de Belgische tweedeklasser Lommel SK. Drie dagen later liet trainer Steve Bould hem meteen starten in de competitiewedstrijd tegen RSCA Futures (2-2-gelijkspel). Nizet mocht een hele wedstrijd spelen, net als een week later op de slotspeeldag van de reguliere competitie (0-2-nederlaag tegen Lierse Kempenzonen). In de play-downs speelde hij zes van de tien wedstrijden, waarvan vier als basisspeler.
In het seizoen 2023/24 was Nizet geen vaste waarde bij Lommel: pas op de negende competitiespeeldag kreeg hij tegen Beerschot VA een eerste basisplaats in Eerste klasse B, mede door de schorsing van Sam de Grand. Eerder dat seizoen had hij tegen Lierse Kempenzonen, Club Luik en SL 16 FC slechts een handvol minuten gekregen, enkel in de bekerwedstrijd tegen URSL Visé (2-0-nederlaag) had Nizet al mogen starten. In 2023 kwam hij in de competitie enkel nog aan de aftrap tegen Jong Genk, als gevolg van de liesblessure die De Grand tegen Patro Eisden Maasmechelen had opgelopen.  In januari 2024, toen hij nog maar een halfjaar onder contract lag bij Lommel, verliet Nizet de club voor Willem II.

### Willem II
In januari 2024 ondertekende Nizet een contract tot medio 2025 bij de Nederlandse tweedeklasser Willem II, dat kort daarvoor linksback Niels van Berkel voor lange tijd had zien uitvallen. Hij maakte op 9 februari zijn debuut tegen De Graafschap. Op 12 april scoorde Nizet tegen Jong AZ zijn eerste doelpunt voor de club. Op 10 mei was Nizet in de kampioenswedstrijd tegen Telstar goed voor een goal en een assist in een 3-2 overwinning, waardoor Willem II kampioen van de Eerste Divisie werd.

## Clubstatistieken
| Seizoen         | Club            | Land               | Competitie      | Competitie | Competitie | Beker | Beker | Overig | Overig | Totaal | Totaal |
| Seizoen         | Club            | Land               | Competitie      | Wed.       | Dlp.       | Wed.  | Dlp.  | Wed.   | Dlp.   | Wed.   | Dlp.   |
| --------------- | --------------- | ------------------ | --------------- | ---------- | ---------- | ----- | ----- | ------ | ------ | ------ | ------ |
| 2022/23         | Lommel SK       | Vlag van België    | Eerste klasse B | 8          | 0          | 0     | 0     | —      | —      | 8      | 0      |
| 2023/24         | Lommel SK       | Vlag van België    | Eerste klasse B | 8          | 0          | 1     | 0     | —      | —      | 9      | 0      |
| 2023/24         | Willem II       | Vlag van Nederland | Eerste divisie  | 13         | 2          | 0     | 0     | —      | —      | 13     | 2      |
| Carrière totaal | Carrière totaal | Carrière totaal    | Carrière totaal | 29         | 2          | 1     | 0     | 0      | 0      | 30     | 2      |

Bijgewerkt op 15 mei 2024.

## Interlandcarrière
Nizet nam in 2019 met België –17 deel aan het EK onder 19 in Ierland. De verdediger stond een hele wedstrijd op het veld in de groepswedstrijden tegen Tsjechië, Griekenland en Ierland, alsook in de kwartfinale tegen Nederland (0-3-verlies) en de wedstrijd om de vijfde plaats tegen Hongarije. België verloor deze wedstrijd tegen Hongarije, die tevens gold als kwalificatiewedstrijd voor het WK onder 17 in Brazilië, na strafschoppen, ondanks het feit dat Nizet zijn strafschop feilloos omzette.
In 2024 werd Nizet opgeroepen voor een vriendschappelijke wedstrijd België -21 in en tegen Marokko.